# Júdea hadat üzen Németországnak
Júdea hadat üzen Németországnak (Judea Declares War on Germany) felirattal harangozta be a Daily Express nevű brit újság címlapja az 1933. március 24-ei számában azt a cikket, amely egy Németország elleni bojkottról ad hírt.

## A cikk tartalma és körülményei
A cikk, amelyre a cím felhívja a figyelmet, valójában nem hadüzenetről közöl jelentést, hanem egy felszólításról a német javak és termékek bojkottálására. A történetet a világsajtó sem „hadüzenetként” mutatta be, ez a címsor csak egy dömpingújságban jelent meg így, abban a szenzációhajhász stílusban, amit a mai Angliában bulvár újságírásként ismernek.

A Nizkor Projekt
rámutat, hogy a gazdasági és pénzügyi bojkottpróbálkozást Adolf Hitler kormányának (akkori) antiszemita akcióira válaszul hirdették meg.

A cikk dátuma azért figyelemreméltó, mert egy nappal követi az úgynevezett Ermächtigungsgesetz (felhatalmazási törvény) parlamenti elfogadását.
Az Ermächtigunsgesetz a német törvényhozásra vonatkozik, nem említi a zsidókat.
Három nappal a cikk megjelenése után Jewish Board of Deputies vezetői cáfolták, hogy a cikk bojkottra szólítana fel Németország ellen. Ennek ellenére a náci propaganda 1933 tavaszán e cikket, illetve az ehhez kapcsolódó, az angol-amerikai lapokban megjelent további cikkeket a „Judenboykott”, azaz a zsidó kereskedők elleni korlátozások igazolására használták fel.

## Lásd még
- A Samuel Untermyer által vezetett amerikai „Non-Sectarian Anti-Nazi League” 1933-as felszólítása  bojkottra Németország ellen.

## Fordítás
Ez a szócikk részben vagy egészben  a   Judea Declares War on Germany című angol Wikipédia-szócikk ezen változatának fordításán alapul.  Az eredeti cikk szerkesztőit annak laptörténete sorolja fel. Ez a jelzés csupán a megfogalmazás eredetét és a szerzői jogokat jelzi, nem szolgál a cikkben szereplő információk forrásmegjelöléseként.

## Külső hivatkozások
- (angolul) Jól olvasható fénykép a  Daily Express címoldaláról.
- (angolul) The Anti-Nazi Boycott of 1933 Archiválva 2009. január 16-i dátummal a Wayback Machine-ben Az 1933-as Antináci bojkottról:

„[…] On March 12, 1933, the AJCongress resolved to hold a mass protest rally at Madison Square Garden in New York City. A week later, the organization convened an emergency conference of Jewish organizations that 1,500 individuals attended.     At the emergency meeting, the AJCongress announced its intention to hold a Madison Square Garden rally on March 27th. J. George Fredman, Commander-in-Chief of the Jewish War Veterans, called for an American boycott of German imports. […]”

Fordítás: 

„[…] 1933. március 12-én Az Amerikai Zsidó Kongresszus elhatározta, hogy tiltakozó tömegdemostrációt tart New Yorkban, a Madison Square Gardennél.
Egy héttel később, a zsidó szervezetek által rendezett rendkívüli értekezleten 1500 személy jelent meg. A találkozón az Amerikai Zsidó Kongresszus bejelentette szándékát, hogy március 27-én nagygyűlést tart a Madison Square Gardennél. J. George Fredman, a Zsidó Háborús Veteránok főparancsnoka pedig amerikai bojkottot javasolt a német importáruk ellen. […]”